# کیپ ورد در المپیک
کیپ ورد از سال ۱۹۹۶ به‌طور مداوم در بازی‌های المپیک تابستانی شرکت کرده است. هیچ‌یک از ورزشکاران کیپ ورد در بازی‌های المپیک زمستانی شرکت نکرده‌اند.
تنها رشته‌ای که کیپ ورد از زمان آغاز حضورش در بازی‌های المپیک در سال ۱۹۹۶ به‌طور مداوم در آن رقابت کرده است، ماراتن مردان است. رتبهٔ این کشور از ۹۴ (۱۹۹۶) به ۶۷ (۲۰۰۰) بهبود یافته و سپس به ۷۸ (۲۰۰۴) کاهش یافته و در نهایت به بهترین رتبه، ۴۸ در سال ۲۰۰۸ رسیده است. سایر رشته‌های متداولی که برای رقابت انتخاب شده‌اند شامل دو و میدانی و ژیمناستیک است.
کیپ ورد اولین مدال خود را در بازی‌های المپیک تابستانی ۲۰۲۴ بدست آورد، زمانی که دنیل وارلا ده پینا مدال برنز در بوکس سبک‌وزن مردان را کسب کرد.
کمیتهٔ ملی المپیک کیپ ورد Comité Olímpico Cabo-verdiano نام دارد. این کمیته در سال ۱۹۸۹ تأسیس و در سال ۱۹۹۳ توسط کمیتهٔ بین‌المللی المپیک به رسمیت شناخته شد.

## مدال‌آوران
| مدال | نام                | بازی‌ها | ورزش | رویداد               |
| ---- | ------------------ | ------ | ---- | -------------------- |
| برنز | دنیل وارلا ده پینا | ۲۰۲۴   | بوکس | وزن ۵۱ کیلوگرم مردان |

## جدول مدال‌ها

### مدال‌ها بر اساس بازی‌های تابستانی
| بازی‌ها | ورزشکاران    | طلا | نقره | برنز | مجموع | رتبه |
| ۱۹۹۶   | ۴            | ۰   | ۰    | ۰    | ۰     | –    |
| ۲۰۰۰   | ۲            | ۰   | ۰    | ۰    | ۰     | –    |
| ۲۰۰۴   | ۳            | ۰   | ۰    | ۰    | ۰     | –    |
| ۲۰۰۸   | ۳            | ۰   | ۰    | ۰    | ۰     | –    |
| ۲۰۱۲   | ۳            | ۰   | ۰    | ۰    | ۰     | –    |
| ۲۰۱۶   | ۵            | ۰   | ۰    | ۰    | ۰     | –    |
| ۲۰۲۰   | ۶            | ۰   | ۰    | ۰    | ۰     | –    |
| ۲۰۲۴   | ۷            | ۰   | ۰    | ۱    | ۱     | ۸۴   |
| ۲۰۲۸   | رویداد آینده |     |      |      |       |      |
| ۲۰۳۲   | رویداد آینده |     |      |      |       |      |
| مجموع  | مجموع        | ۰   | ۰    | ۱    | ۱     | ۱۵۱  |